# Operațiunea Neptun (spionaj)
Pentru debarcările din Normandia, vedeți Operațiunea Neptun.

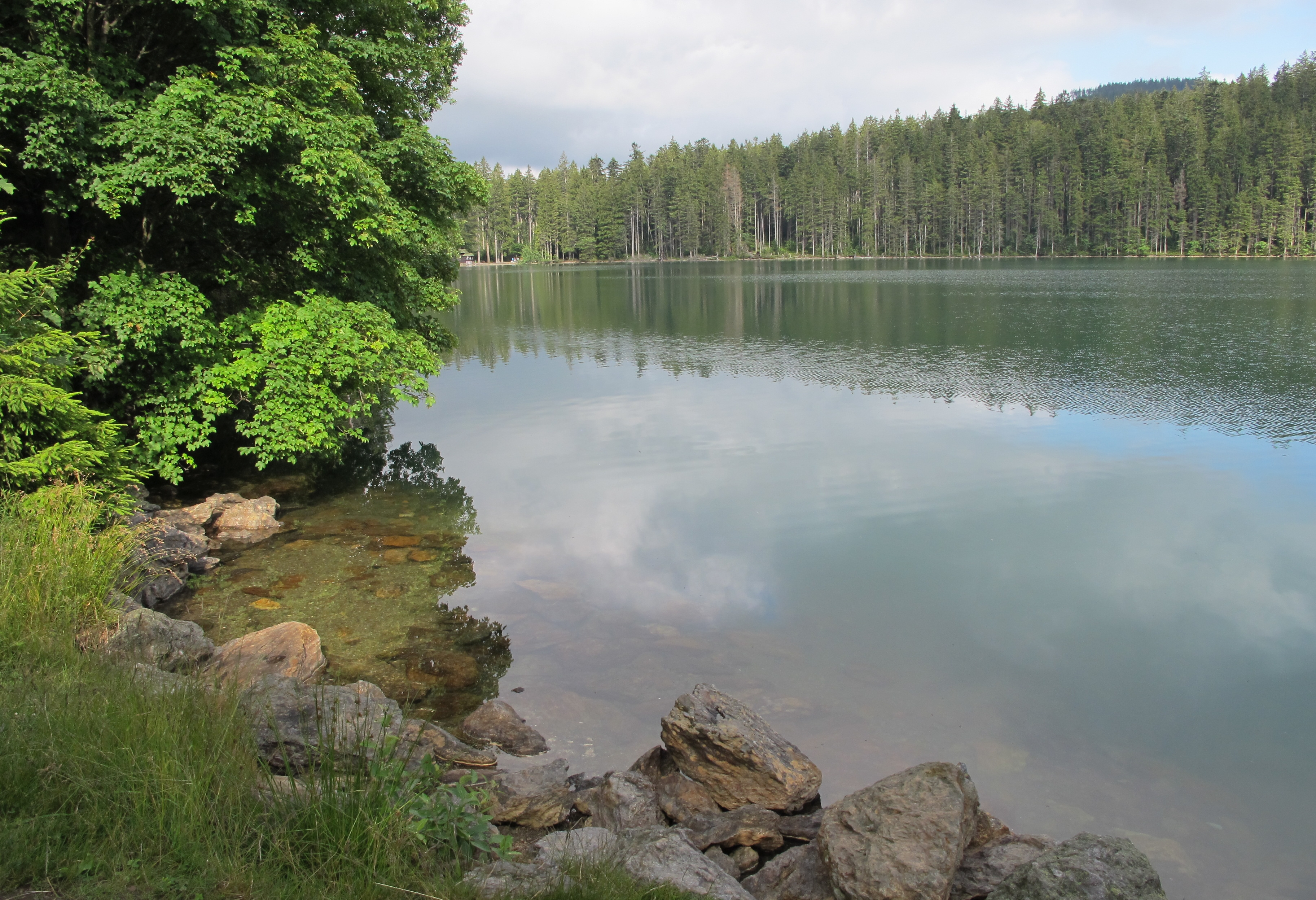
Operațiunea Neptun a implicat documente false scufundate în apele lacului Černé jezero

Operațiunea Neptun (în cehă Akce Neptun, în rusă Операция «Нептун») a fost o operațiune de dezinformare din 1964 a serviciilor secrete ale Cehoslovaciei (Securitatea Statului) și ale Uniunii Sovietice (KGB) și a implicat documente false din epoca nazistă care au fost găsite în cufere scufundate în apele lacului Černé jezero.
Obiectivele principale ale operațiunii Neptun au fost să discrediteze politicienii occidentali prin dezvăluirea numelor foștilor informatori naziști pe care îi foloseau în continuare ca spioni în Europa de Est și să facă presiuni asupra Germaniei de Vest pentru a extinde termenul de prescripție pentru urmărirea penală a criminalilor de război.

## Operațiunea
În 1964, Securitatea de Stat a Cehoslovaciei (StB) a susținut public că a descoperit documente din epoca nazistă ascunse sub apele lacului Černé jezero, un lac din Cehia din Šumava, la granița cu Germania de Vest.

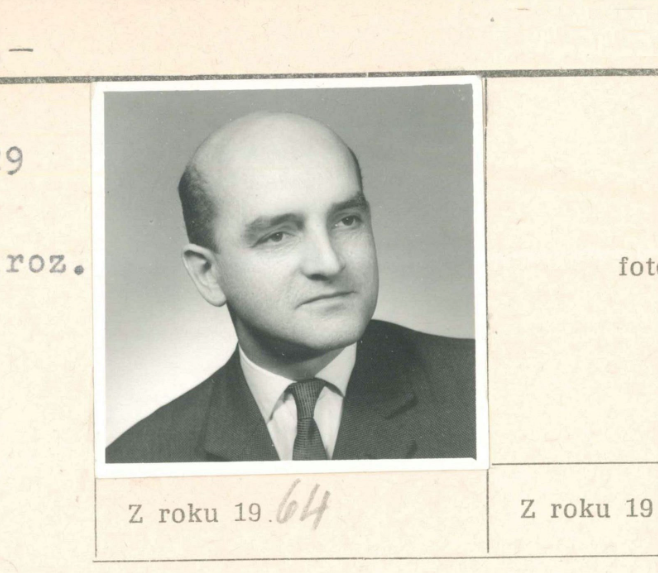
Agentul care i-a condus pe scafandri să facă descoperirea și care a plasat cuferele inițial în lac,, cunoscut mai târziu sub numele de Lawrence Martin-Bittman, a dezertat în Occident în 1968 și a publicat o carte despre complot.

Se presupune că cele patru cufere în care se aflau documente naziste au fost descoperite în timpul realizării unui documentar în prezența unor membri ai presei occidentale. De fapt, chiar Securitatea Statului le-a plantat acolo în colaborare cu KGB-ul sovietic.
Aparenta descoperire a fost o operațiune de dezinformare, cea mai mare de acest fel întreprinsă de Securitatea Statului. Documentele false au fost găsite în cufere scufundate, care au fost prelucrate cu atenție pentru a părea ca și cum ar fi fost scufundate în timpul celui de-al Doilea Război Mondial. Cu toate acestea, cuferele au fost aduse din Uniunea Sovietică. Agentul care i-a condus pe scafandri să facă descoperirea și care a plasat cuferele inițial în lac, Ladislav Bittman⁠(d), cunoscut mai târziu sub numele de Lawrence Martin-Bittman, a dezertat în Occident în 1968 și a publicat o carte despre complot.
Un cercetător a susținut despre documente că ar fi fost posibil să fie autentice, cu toate că fostul spion cehoslovac Josef Frolík⁠(d) le-a descris în memoriile sale din 1975 ca fiind falsuri.

## Rezultat
Operațiunea a reușit, de asemenea, să înrăutățească relațiile dintre Germania și Italia, deoarece numele publicate au inclus persoane care au trăit în Germania și au lucrat împotriva Italiei în timpul războiului. Operațiunea a avut un oarecare succes temporar.

## Moștenire
Agenția de informații civile din Republica Cehă a postat pe site-ul său fișierele despre Operațiunea Neptun.